# Jessica Lindell-Vikarby
Jessica Lindell-Vikarby, née le 7 février 1984 à Huddinge, est une skieuse alpine suédoise. Skieuse polyvalente, elle remporte deux victoires en Coupe du monde et une médaille de bronze en slalom géant aux Championnats du monde 2015.

## Biographie
Membre du club de sa localité natale Huddinge, elle fait ses débuts internationaux en 2000, y compris en Coupe d'Europe.
En mars 2003, elle a remporté la médaille d'or du slalom géant des Championnats du monde juniors de ski alpin à Serre Chevalier. En 2003, elle s'illustre également aux Championnats du monde élite à Saint-Moritz, terminant huitième du combiné, où elle affiche le deuxième temps de la descente.
Elle a participé à sa première course de Coupe du monde le 26 octobre 2002, lors d'un slalom géant à Sölden. Elle a marqué ses premiers points à cette même occasion en terminant à la 7e place. Durant le court de cette première saison, elle marque des points aussi en descente, super G et combiné. Aux Championnats du monde 2005 à Bormio, elle améliore son meilleur résultat dans l'élite avec une sixième place sur la descente.
En 2006, elle se rend à Turin pour ses premiers jeux olympiques, pour se classer notamment huitième du combiné.
Elle a obtenu son premier podium de Coupe du monde le 2 décembre 2007 en super-G à Lake Louise. Une année plus tard, le 26 janvier 2009, elle a remporté son premier super-G à la Cortina d'Ampezzo.
Quatre ans plus tard, elle gagne une nouvelle fois en Coupe du monde, à l'occasion du géant de Beaver Creek en devançant la prodige américaine Mikaela Shiffrin. Ensuite, aux Jeux olympiques de Sotchi, elle établit son meilleur résultat pour sa troisième participation avec une septième place au slalom géant.
En 2014-2015, alors que son meilleur résultat dans la Coupe du monde est une septième place dans un slalom géant à Åre, elle remporte la médaille de bronze aux Championnats du monde à Beaver Creek, derrière Anna Fenninger et Viktoria Rebensburg.
Elle annonce sa retraite sportive lors d'un communiqué le 14 juillet 2015.

## Palmarès

### Jeux olympiques
| Épreuve / Édition | Turin 2006 | Vancouver 2010 | Sotchi 2014 |
| Descente          | 18e        | 30e            | -           |
| Super G           | 24e        | 26e            | Abandon     |
| Slalom géant      | 18e        | 31e            | 7e          |
| (Super-) combiné  | 8e         | 22e            | -           |

### Championnats du monde
| Épreuve / Édition       | St-Moritz 2003 | Bormio 2005 | Åre 2007 | Val d'Isère 2009 | Garmisch Partenkirchen 2011 | Schladming 2013 | Vail - Beaver Creek 2015 |
| Descente                | 25e            | 6e          | Abandon  | -                | -                           | -               | -                        |
| Super G                 | 13e            | 28e         | 34e      | 12e              | 14e                         | 15e             | -                        |
| Slalom géant            | 17e            | Abandon     | 28e      | -                | 7e                          | 13e             | Bronze                   |
| Combiné / super combiné | 8e             | 11e         | 19e      | -                | -                           | -               | -                        |

### Coupe du monde
- Meilleur classement général : 11e en 2014.
- 8 podiums (3 en super g et 5 en slalom géant), dont 2 victoires.
- 1 podium par équipes.

#### Détail des victoires
| Saison / Épreuve | Super-G           | Slalom géant | Total |
| 2009             | Cortina d'Ampezzo |              | 1     |
| 2014             |                   | Beaver Creek | 1     |
| Total            | 1                 | 1            | 2     |

#### Classements en Coupe du monde
| Saison / Épreuve | Saison / Épreuve | Général | Général | Descente | Descente | Super G | Super G | Slalom géant | Slalom géant | Slalom | Slalom | Combiné | Combiné |
| ---------------- | ---------------- | ------- | ------- | -------- | -------- | ------- | ------- | ------------ | ------------ | ------ | ------ | ------- | ------- |
| Saison / Épreuve | Saison / Épreuve | Class.  | Points  | Class.   | Points   | Class.  | Points  | Class.       | Points       | Class. | Points | Class.  | Points  |
| 2003             | 2003             | 52e     | 139     | 25e      | 56       | 53e     | 2       | 32e          | 52           | -      | -      | 9e      | 29      |
| 2005             | 2005             | 65e     | 73      | 24e      | 53       | -       | -       | 38e          | 20           | -      | -      | -       | -       |
| 2006             | 2006             | 34e     | 213     | 19e      | 90       | 32e     | 40      | 31e          | 39           | -      | -      | 9e      | 44      |
| 2007             | 2007             | 67e     | 89      | 52e      | 2        | 34e     | 34      | 27e          | 48           | -      | -      | 42e     | 5       |
| 2008             | 2008             | 32e     | 251     | 52e      | 2        | 15e     | 167     | 19e          | 65           | -      | -      | 27e     | 17      |
| 2009             | 2009             | 24e     | 294     | 37e      | 22       | 6e      | 216     | 33e          | 40           | -      | -      | 33e     | 16      |
| 2010             | 2010             | 49e     | 154     | 41e      | 26       | 23e     | 81      | 33e          | 29           | -      | -      | 22e     | 18      |
| 2011             | 2011             | 48e     | 129     | 46e      | 9        | 17e     | 91      | 37e          | 17           | -      | -      | 31e     | 12      |
| 2012             | 2012             | 18e     | 389     | -        | -        | 10e     | 166     | 10e          | 223          | -      | -      | -       | -       |
| 2013             | 2013             | 34e     | 251     | -        | -        | 26e     | 50      | 8e           | 201          | -      | -      | -       | -       |
| 2014             | 2014             | 11e     | 523     | -        | -        | 33e     | 31      | 2e           | 492          | -      | -      | -       | -       |
| 2015             | 2015             | 60e     | 95      | -        | -        | -       | -       | 18e          | 95           | -      | -      | -       | -       |

### Championnats du monde junior
| Épreuve / Édition | Verbier 2001 | Tarvisio 2002 | Briançonnais 2003 |
| Descente          | –            | 16e           | Abandon           |
| Super G           | 15e          | 7e            | 5e                |
| Slalom géant      | 30e          | 18e           | Or                |
| Slalom            | 13e          | 27e           | 7e                |
| Combiné           | –            | 5e            | –                 |

### Championnats de Suède
- 15 titres :
  - 5 fois championne en descente : 2002, 2005, 2006, 2008 et 2011.
  - 5 fois championne en super G : 2003, 2006, 2008, 2011 et 2013.
  - 5 fois championne en slalom géant : 2005, 2008, 2011, 2012 et 2013.